# Chrysotus lobipes
Chrysotus lobipes är en tvåvingeart som beskrevs av Octave Parent 1934. Chrysotus lobipes ingår i släktet Chrysotus och familjen styltflugor. Inga underarter finns listade i Catalogue of Life.